# كينغسلي كومان
كينغسيلي جونيور كومان (بالفرنسية: Kingsley Coman) (
تنطق بالفرنسية: [kiŋslɛ kɔman, -mɑ̃]؛ مواليد 13 يونيو 1996) هو لاعب كرة قدم فرنسي يلعب في مركز الجناح مع نادي النصر السعودي ومنتخب فرنسا لكرة القدم.
تدرب كومان في أكاديمية باريس سان جيرمان، وانتقل إلى يوفنتوس في عام 2014 عند انتهاء عقده، وفاز بالدوري الإيطالي وكأس إيطاليا في موسمه الأول في إيطاليا. في أغسطس 2015، انتقل على سبيل الإعارة إلى بايرن ميونخ، وحقق ثنائية أخرى في موسمه الأول. في نهائي دوري أبطال أوروبا 2020 ضد باريس سان جيرمان، سجل كومان هدف الفوز لبايرن ضد فريقه السابق حيث حققوا الثلاثية.
لعب كومان 39 مباراة دولية وسجل 11 هدفًا في فرق الشباب مع فرنسا، تحت 16 سنة وتحت 21 سنة. شارك لأول مرة مع الفريق الأول في نوفمبر 2015 ومثل منتخب بلاده في بطولة أمم أوروبا 2016، حيث وصلوا إلى النهائي.

## مسيرته الكروية

### السنوات المبكرة
ولد في باريس لأبوين من غوادلوب، بدأ كومان مسيرته المهنية مع يو إس سينارت مويسي في عام 2002، في سن السادسة.

### باريس سان جيرمان
بعد عامين مع النادي ودعم والده، تم اكتشاف كومان من قبل نادي باريس سان جيرمان، حيث انضم إلى أكاديمية الشباب في عام 2004. بعد تسع سنوات في أكاديمية الشباب بالنادي، لعب كومان أول مباراة احترافية له مع باريس سان جيرمان في 17 فبراير 2013 ضد سوشو في مباراة الخسارة 3–2. حيث دخل كبديل ماركو فيراتي في الدقيقة 87.
لقد كان أصغر لاعب يمثل نادي باريس سان جيرمان، وكان عمره 16 عام و 8 أشهر و 12 أيام.
في 3 أغسطس 2013، فاز باريس سان جيرمان بكأس الأبطال بفوزه على بوردو 2–1 في الغابون. لعب كومان آخر 16 دقيقة بدلاً من إيزيكيل لافيزي. [9]

### يوفنتوس

#### موسم 2014–15

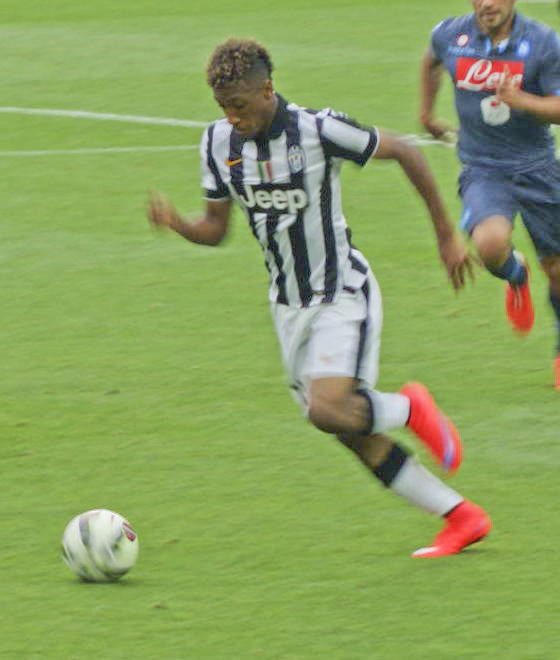
كومان يلعب مع يوفنتوس في 2015

في 7 يوليو 2014، وقع كومان صفقة لمدة خمس سنوات مع بطل إيطاليا يوفنتوس بعد انتهاء عقده مع باريس سان جيرمان. في 30 أغسطس 2014، شارك كومان لأول مرة في الدوري الإيطالي، حيث لعب كأساسي في الفوز 1–0 خارج أرضه على كييفو.
في 15 يناير 2015، سجل كومان هدفه الرسمي الأول في دور الستة عشر من كأس إيطاليا ضد هيلاس فيرونا في الفوز 6–1. لم يتم يشارك في النهائي يوم 20 مايو، حيث فاز فريقه 2–1 في الوقت الإضافي على لاتسيو.[بحاجة لمصدر]
في 6 يونيو، شارك كومان كبديل في اللحظة الأخيرة عن مواطنه باتريس إيفرا في نهائي دوري أبطال أوروبا 2015 حيث هُزم يوفنتوس 3–1 أمام برشلونة على الملعب الأولمبي في برلين.

#### موسم 2015–16
شارك كومان كأساسي في كأس السوبر الإيطالي 2015 في 8 أغسطس على ملعب شانغهاي على حساب الوافد الجديد باولو ديبالا، الذي دخل بديلا عن كومان بعد ساعة من الفوز 2–0 على لاتسيو.
في 30 أغسطس 2015، وافق يوفنتوس على صفقة إعارة لمدة عامين لكومان للانضمام إلى نادي بايرن ميونخ الألماني. وقال ماسيميليانو أليغري، المدير الفني ليوفنتوس، في مؤتمر صحفي في نفس اليوم: «كومان سيغادر النادي. أراد الرحيل».

### بايرن ميونخ

#### موسم 2015–16

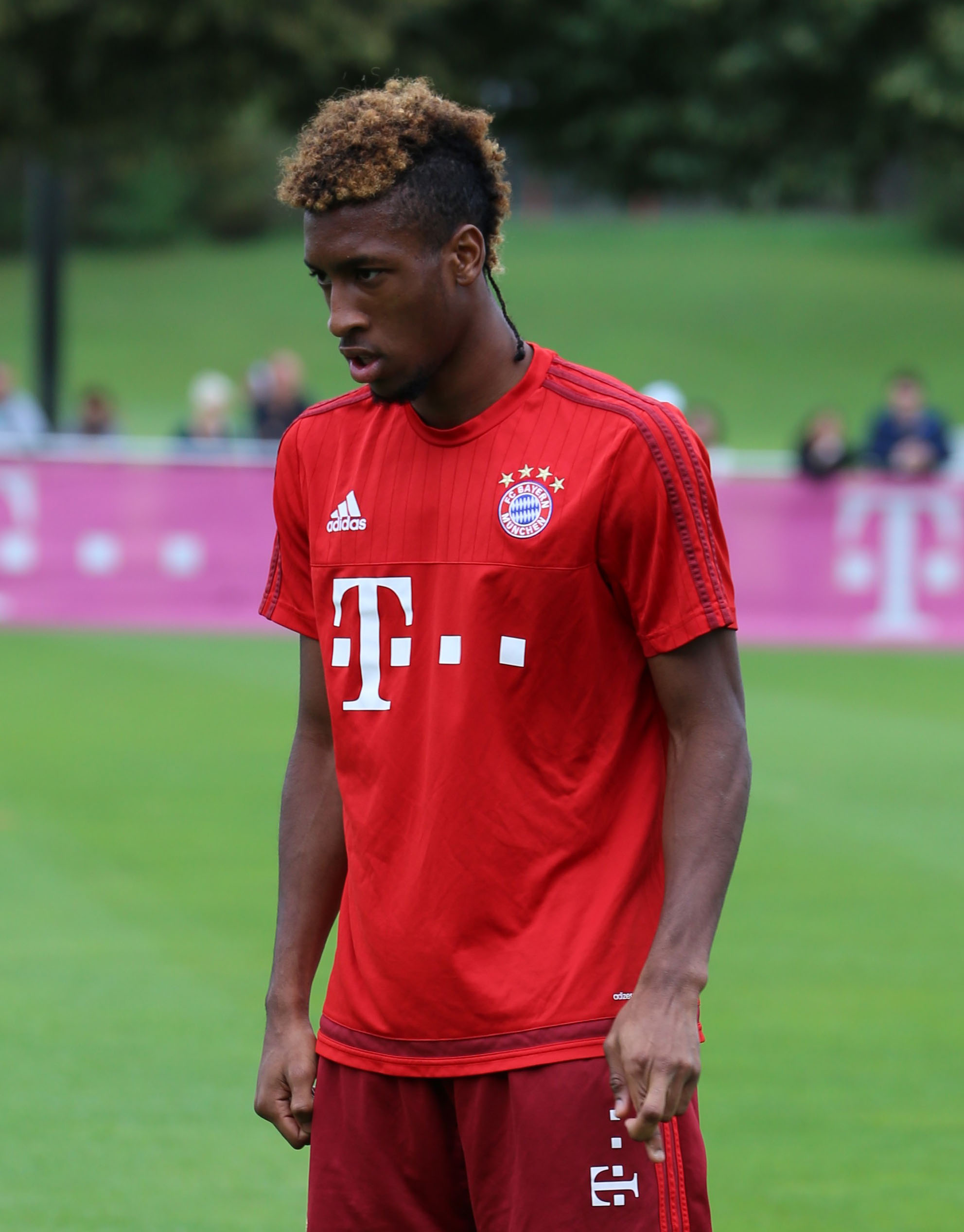
تدرب كومان مع بايرن ميونخ عام 2015

في 30 أغسطس 2015، وقع كومان مع بايرن ميونخ على إعارة لمدة عامين قادمًا من يوفنتوس مقابل رسوم قدرها 7 ملايين يورو يتم دفعها على قسطين مع خيار الشراء مقابل رسوم إضافية بقيمة 21 مليون يورو في 30 أبريل 2017، قبل شهرين من انتهاء صلاحية الإعارة. تم إعطاءه القميص رقم 29.
شارك كومان لأول مرة في 12 سبتمبر، حيث حل محل أرتورو فيدال بعد 56 دقيقة من الفوز 2–1 في الدوري الألماني على آوغسبورغ على ملعب أليانز أرينا. بعد أسبوع، في مشاركته الأولى كأساسي، سجل هدفه الأول مع فريقه الجديد، في الفوز 3–0 على دارمشتات. في الأسبوع التالي، سجل مرة أخرى فوزًا بنفس الهامش ضد ماينتس.
في 24 نوفمبر، سجل كومان هدفه الأول في دوري أبطال أوروبا في هزيمة أولمبياكوس 4–0. كان الوصيف لمواطنه أنتوني مارسيال من مانشستر يونايتد في 2015 جائزة الفتى الذهبي، الذي يتم منحه لأفضل لاعب في أوروبا تحت سن 21 سنة.
في 12 مارس 2016، مرر كومان ثلاث تمريرات حاسمة في الفوز 5–0 على فيردر بريمن. بعد أربعة أيام، دخل كبديل في الدقيقة 60 عن تشابي ألونسو، مع تأخر بايرن 0–2 في إياب دور الـ16 من دوري أبطال أوروبا، صنع هدف التعادل الذي سجله توماس مولر في الدقيقة 91، قبل أن يسجل الهدف الأخير في الوقت الإضافي حيث فاز بايرن 4–2 (6–4 في مجموع المباراتين) على ناديه السابق، يوفنتوس.
كان كومان بديلاً في الدقيقة 108 عن فرانك ريبيري في نهائي كأس ألمانيا 2016، والذي فاز فيه بايرن على بوروسيا دورتموند بركلات الترجيح. كانت هذه ثامن لقب له مع الأندية قبل أن يكمل العشرين عام.

#### موسم 2016–17
لعب كومان 25 مباراة فقط في جميع المسابقات خلال الموسم. كان كومان يعاني من الإصابات المتكررة ولم يستطع فرض نفسه في التشكيلة الأساسية كما فعل الموسم الماضي. سجل كومان هدفين فقط في مشاركاته.
في 27 أبريل 2017، أُعلن أن بايرن عن تفعيل خيار التعاقد مع كومان، حيث وقع اللاعب عقدًا حتى عام 2020.
خلال الموسم، لعب كومان دورًا أقل من الأدوار التي لعبها مع بيب غوارديولا مدرب الموسم الماضي. في نهاية الموسم، قال كومان في مقابلة مع فرانس فوتبول: «ربما كنت في وضع يناسبني بشكل أفضل قليلاً [تحت قيادة غوارديولا]. لقد تعرضت لإصابات أقل أيضًا. لقد لعبت أكثر على الجناح والمدرب طلب مني التعامل مع اللاعبين. هذا أفضل ما أفعله، إنه جوهر لعبي. هذا الموسم [تحت قيادة أنشيلوتي]، الأمر مختلف قليلاً، لكن اللاعب الجيد يجب أن يكون قادرًا على التكيف مع التعليمات واحترام اختيارات مدربه».
وفي مقابلة مع مجلة كيكر الألمانية في 29 مايو 2017، قال كومان: «كان عامًا معقدًا بالنسبة لي. فكرت في الرحيل عن بايرن».

#### موسم 2017–18

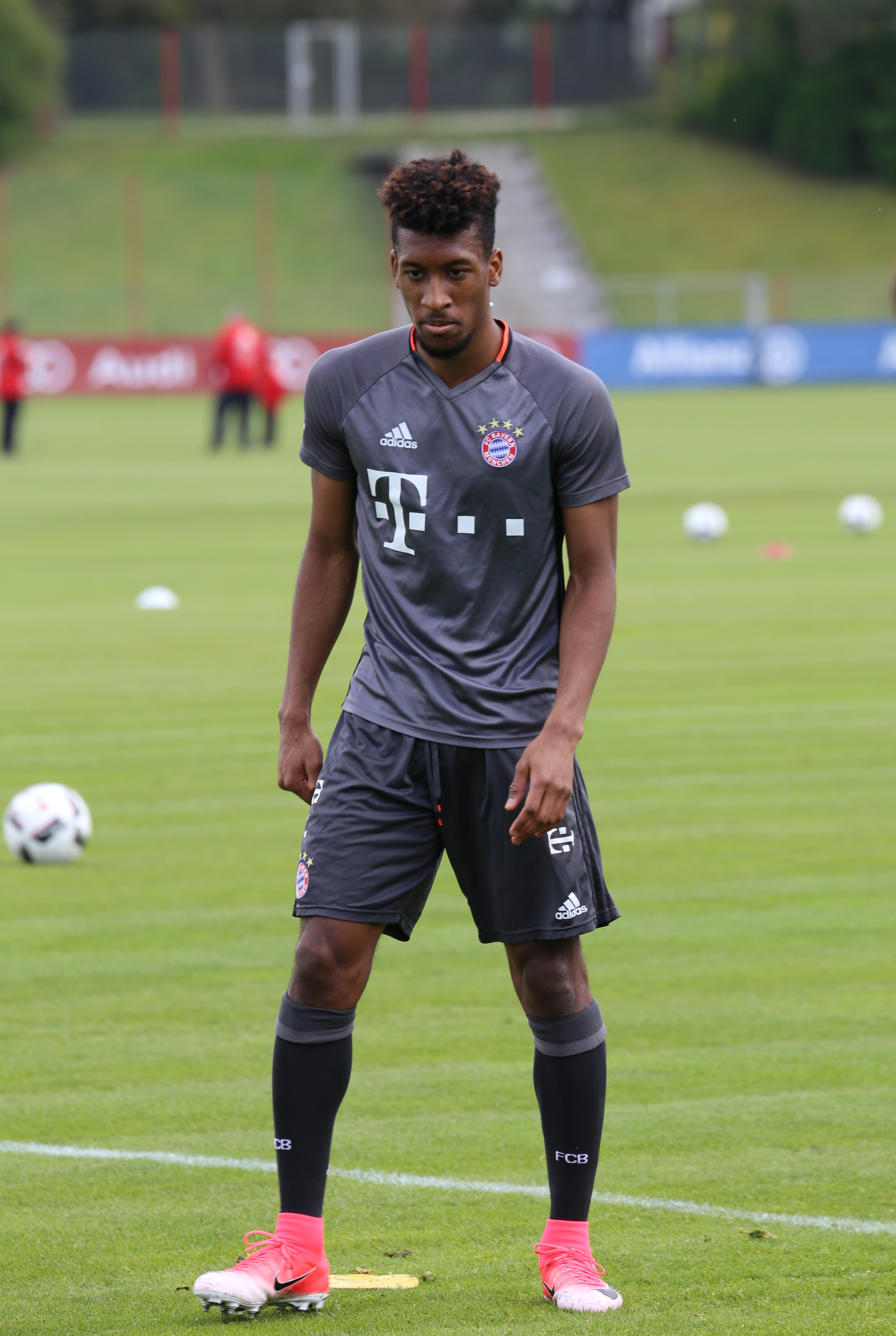
تدريب كومان مع بايرن ميونخ في عام 2017

كان موسم 2017–18 موسمًا ممتازًا لكومان. لعب كومان 32 مباراة وسجل سبعة أهداف وقدم ثمانية تمريرات حاسمة في جميع المسابقات حتى أواخر فبراير، عندما تعرض كومان لإصابة في الكاحل ضد هرتا برلين في 24 فبراير 2018. عانى كومان من تمزق جزئي في الأربطة في كاحله الأيسر. تطلبت الإصابة عملية جراحية تم إجراؤها بعد عدة أيام. في 19 مايو 2018، عاد كومان من إصابته في الكاحل في نهائي كأس ألمانيا في برلين بخسارة أمام آينتراخت فرانكفورت. دخل كومان كبديل في الدقيقة 70.
في 21 ديسمبر 2017، وقع كومان على تمديد عقده في بايرن ميونخ حتى 30 يونيو 2023.

#### موسم 2018–19
في 12 أغسطس 2018، لعب كومان أول مباراة رسمية في الموسم بعد أن شارك كبديل وسجل هدفًا في الفوز 5–0 على آينتراخت فرانكفورت حيث فاز فريقه بكأس السوبر الألماني 2018.
في 24 أغسطس 2018، أصيب كومان بتمزق في الرباط المتلازمي فوق كاحله الأيسر في مباراة ضد هوفنهايم في الجولة الأولى من الدوري الألماني. وكانت هذه الإصابة مشابهة للإصابة التي تعرض لها كومان الموسم الماضي عندما غاب قرابة ثلاثة أشهر.
في 1 ديسمبر 2018، عاد كومان من الإصابة عندما دخل كبديل ضد فيردر بريمن في فوز 2–1. ظل كومان مصابًا لمدة ثلاثة أشهر. في 15 ديسمبر 2018، شارك كومان في المباراة رقم 100 له مع بايرن في الفوز 4–0 خارج أرضه ضد هانوفر. في 14 أبريل 2019، سجل كومان هدفين لبايرن في الفوز 4–1 على دوسلدورف. وهذه هي ثالث ثنائية لكومان في الدوري الألماني مع بايرن.
في 18 مايو 2019، فاز كومان بلقب الدوري الألماني للمرة الرابعة على التوالي ولقبه السابع على التوالي في جميع الدوريات التي لعب فيها. بعد أسبوع، فاز كومان بثاني بطولة له في كأس ألمانيا حيث فاز بايرن على آر بي لايبزيغ 3–0 في نهائي كأس ألمانيا 2019. سجل كومان الهدف الثاني لبايرن في المباراة.

#### موسم 2019–20
في نهائي دوري أبطال أوروبا 2020 في 23 أغسطس 2020، سجل كومان الهدف الوحيد في المباراة حيث ضمن اللقب السادس لبايرن ميونخ ال في دوري الأبطال بفوزه على باريس سان جيرمان. وبذلك أصبح كومان أول لاعب في تاريخ المسابقة يسجل هدفًا ضد فريق سابق في المباراة النهائية.

## مسيرته الدولية

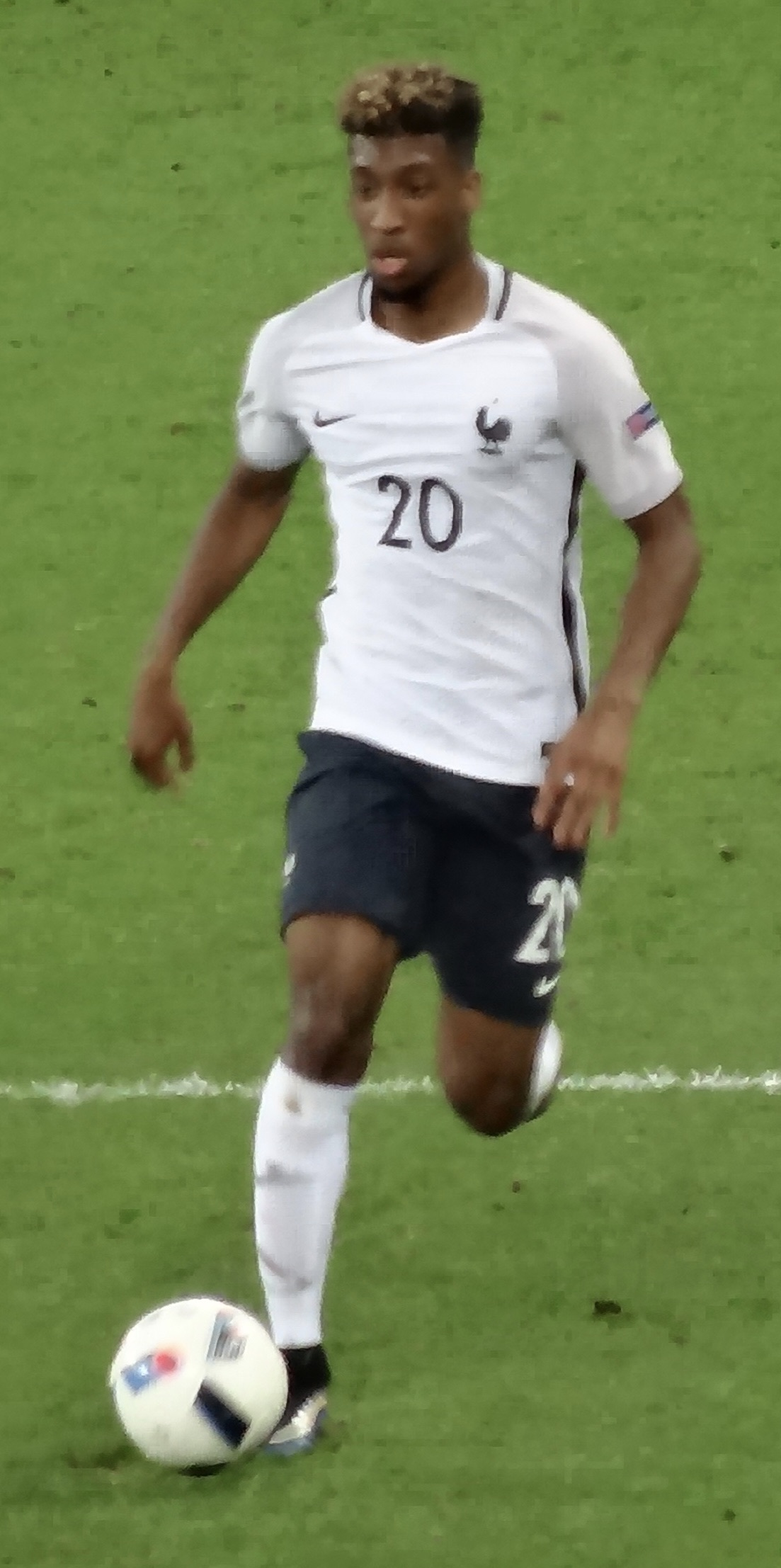
كومان مع فرنسا في بطولة أمم أوروبا 2016

في 2 يونيو 2014 و بعمر 17 عام فقط، كومان لعب أول مباراة له مع منتخب فرنسا تحت 21 عام، و كانت مباراة ودية أمام منتخب سنغافورة حيث انتهت بفوز ساحق بنتيجة 6–0 و سجل كومان الهدف الرابع في هذه المباراة.
في 5 نوفمبر 2015، تم اختيار كومان ليشارك مع المنتخب الفرنسي الأول لأول مرة لمباريات ضد ألمانيا وإنجلترا في مباريات ودية. شارك لأول مرة بعد ثمانية أيام على ملعب فرنسا، حيث حل بديلاً في الدقيقة 69 عن أنتوني مارسيال في الفوز 2–0 على ألمانيا بطلت العالم.
في 29 مارس التالي ضد روسيا، استبدل كومان مارسيال في الشوط الأول وسجل هدفه الدولي الأول عندما، في مباراة الفوز 4–2.
في مايو 2016، تم اختيار كومان ضمن تشكيلة منتخب فرنسا المكونة من 23 لاعبًا من ديدييه ديشان للمشاركة في بطولة أمم أوروبا 2016، على أرض بلده. بعد أدائه طوال البطولة، وعندما وصل منتخب بلاده إلى المباراة النهائية، وخسرت 1–0 أمام البرتغال في الأشواط الإضافية، تم ترشيح كومان لجائزة أفضل لاعب شاب في البطولة، والتي ذهبت في النهاية إلى البرتغالي ريناتو سانشيز.
كان كومان واحدًا من أحد عشر لاعبًا تم وضعهم على أهبة الاستعداد لتشكيلة المنتخب الفرنسي في كأس العالم 2018 في روسيا. ولكن لم يتم استدعاء كومان لكأس العالم 2018 بسبب الإصابة.
في 2 يونيو 2019، عاد كومان لمنتخب فرنسا ضد بوليفيا بعد 19 شهرًا من عدم اللعب مع المنتخب الوطني. دخل كومان كبديل في الدقيقة 65.

## الإحصائيات

### النادي
| النادي           | الموسم          | الدوري          | الدوري | الدوري  | الكأس1 | الكأس1  | قاري2  | قاري2   | أخرى3  | أخرى3   | المجموع | المجموع | م.            |
| النادي           | الموسم          | الدرجة          | الظهور | الأهداف | الظهور | الأهداف | الظهور | الأهداف | الظهور | الأهداف | الظهور  | الأهداف | م.            |
| ---------------- | --------------- | --------------- | ------ | ------- | ------ | ------- | ------ | ------- | ------ | ------- | ------- | ------- | ------------- |
| باريس سان جيرمان | 2012–13         | الدوري الفرنسي  | 1      | 0       | 0      | 0       | 0      | 0       | —      | —       | 1       | 0       | [ 54 ]        |
| باريس سان جيرمان | 2013–14         | الدوري الفرنسي  | 2      | 0       | 0      | 0       | 0      | 0       | 1      | 0       | 3       | 0       | [ 54 ]        |
| باريس سان جيرمان | المجموع         | المجموع         | 3      | 0       | 0      | 0       | 0      | 0       | 1      | 0       | 4       | 0       | —             |
| يوفنتوس          | 2014–15         | الدوري الإيطالي | 14     | 0       | 4      | 1       | 2      | 0       | —      | —       | 20      | 1       | [ 54 ]        |
| يوفنتوس          | 2015–16         | الدوري الإيطالي | 1      | 0       | 0      | 0       | 0      | 0       | 1      | 0       | 2       | 0       | [ 54 ]        |
| يوفنتوس          | المجموع         | المجموع         | 15     | 0       | 4      | 1       | 2      | 0       | 1      | 0       | 22      | 1       | —             |
| بايرن ميونخ      | 2015–16 (إعارة) | الدوري الألماني | 23     | 4       | 4      | 0       | 8      | 2       | 0      | 0       | 35      | 6       | [ 54 ]        |
| بايرن ميونخ      | 2016–17 (إعارة) | الدوري الألماني | 19     | 2       | 3      | 0       | 2      | 0       | 1      | 0       | 25      | 2       | [ 55 ] [ 56 ] |
| بايرن ميونخ      | 2017–18         | الدوري الألماني | 21     | 3       | 6      | 3       | 5      | 1       | 1      | 0       | 33      | 7       | [ 57 ] [ 58 ] |
| بايرن ميونخ      | 2018–19         | الدوري الألماني | 21     | 6       | 5      | 2       | 3      | 1       | 1      | 1       | 30      | 10      | [ 37 ] [ 59 ] |
| بايرن ميونخ      | 2019–20         | الدوري الألماني | 24     | 4       | 4      | 1       | 9      | 3       | 1      | 0       | 38      | 8       | [ 60 ] [ 61 ] |
| بايرن ميونخ      | المجموع         | المجموع         | 108    | 19      | 22     | 6       | 27     | 7       | 4      | 1       | 161     | 33      | —             |
| الإجمالي         | الإجمالي        | الإجمالي        | 126    | 19      | 26     | 7       | 29     | 7       | 6      | 1       | 187     | 34      | —             |

1 تشمل مباريات كأس فرنسا، وكأس إيطاليا وكأس ألمانيا.
2 تشمل مباريات دوري أبطال أوروبا.
3 تشمل مباريات كأس الأبطال الفرنسي، وكأس السوبر الإيطالي وكأس السوبر الألماني.

### المنتخب
آخر تحديث 14 نوفمبر 2019.
| فرنسا   | فرنسا  | فرنسا   |
| العام   | الظهور | الأهداف |
| ------- | ------ | ------- |
| 2015    | 2      | 0       |
| 2016    | 9      | 1       |
| 2017    | 4      | 0       |
| 2019    | 7      | 3       |
| المجموع | 22     | 4       |

#### الأهداف الدولية
اعتبارًا من 14 نوفمبر 2019. قائمة الأهداف والنتائج مع منتخب فرنسا الأول.
| #  | التاريخ        | المكان                      | الخصم   | الهدف | النتيجة | المسابقة                     |
| -- | -------------- | --------------------------- | ------- | ----- | ------- | ---------------------------- |
| 1. | 29 مارس 2016   | ملعب فرنسا، سان دوني، فرنسا | روسيا   | 4–2   | 4–2     | ودية                         |
| 2. | 7 سبتمبر 2019  | ملعب فرنسا، سان دوني، فرنسا | ألبانيا | 1–0   | 4–1     | تصفيات بطولة أمم أوروبا 2020 |
| 3. | 7 سبتمبر 2019  | ملعب فرنسا، سان دوني، فرنسا | ألبانيا | 3–0   | 4–1     | تصفيات بطولة أمم أوروبا 2020 |
| 4. | 10 سبتمبر 2019 | ملعب فرنسا، سان دوني، فرنسا | أندورا  | 1–0   | 3–0     | تصفيات بطولة أمم أوروبا 2020 |

## الإنجازات

### النادي
باريس سان جيرمان
- الدوري الفرنسي: 2012–13، 2013–14
- كأس الرابطة الفرنسية: 2013–14
- كأس الأبطال الفرنسي: 2013

يوفنتوس
- الدوري الإيطالي الدرجة الأولى: 2014–15، 2015–16
- كأس إيطاليا: 2014–15
- كأس السوبر الإيطالي: 2015
- دوري أبطال أوروبا الوصيف: 2014–15

بايرن ميونخ
- الدوري الألماني الدرجة الأولى: 2015–16، 2016–17، 2017–18، 2018–19، 2019–20، 2020–21، 2021–22، 2022–23
- كأس ألمانيا: 2015–16، 2018–19، 2019–20، 2020–21
- كأس السوبر الألماني: 2016، 2017، 2018، 2020، 2021، 2022
- دوري أبطال أوروبا: 2019–20[64]
- كأس السوبر الأوروبي: 2020-21[65]
- كأس العالم للأندية: 2020

### المنتخب
فرنسا
- بطولة أمم أوروبا الوصيف: 2016
- كأس العالم الوصيف: 2022

### الفردية
- دوري أبطال أوروبا أفضل مُمرّر تمريرات حاسمة: 2015–16[66]

## وصلات خارجية
- كينغسلي كومان على موقع الاتحاد الدولي (مؤرشف)  (الإنجليزية)
- كينغسلي كومان على موقع الاتحاد الأوربي (الإنجليزية)
- كينغسلي كومان على موقع رابطة كرة القدم الفرنسية للمحترفين (الإنجليزية)
- كينغسلي كومان على موقع إي إس بي إن إف سي (الإنجليزية)
- كينغسلي كومان على موقع قاعدة بيانات كرة القدم.إي يو (الإنجليزية)
- كينغسلي كومان على موقع ليكيب (الفرنسية)
- كينغسلي كومان على موقع ناشيونال فوتبول تيمز (الإنجليزية)
- كينغسلي كومان على موقع Soccerbase.com (لاعب) (الإنجليزية)
- كينغسلي كومان على موقع Soccerway.com (الإنجليزية)
- كينغسلي كومان على موقع عالم كرة القدم.نت (الإنجليزية)